# Erlach (Hohenems)
Erlach ist ein Ortsteil der Stadt Hohenems und der nördlichste Teil des zusammenhängenden Siedlungsgebietes von Hohenems.

## Namensherkunft
Der Name Erlach besteht aus den althochdeutschen Wörtern erl und lahha. Erlen sind eine Pflanzengattung in der Familie der Birkengewächse (Betulaceae). Wurzelverwandt ist das Wort -ach mit Aue ahd. ouwa ‚Insel‘, mittelhochdeutsch ouwe für ‚wasserumflossenes Land, Flussinsel, feuchter Grund, Feuchtwiese, Flussaue, Auwaldland‘, as. ôia und an. ey, von *awjō, mit einem -j-haltigen Suffix.
Zusammengesetzt aus Erl- und -ach bedeutet Erlach „ein mit Erlen bewachsener Sumpf“.
Die Bezeichnung „Erlach“ findet sich in Vorarlberg und im ganzen deutschsprachigen Raum vielfach.

## Geschichte
Das Erlach gehört seit Jahrhunderten zur Herrschaft Hohenems bzw. Stadt Hohenems.
Im „Allgemeinen National-Kalender für Tirol und Vorarlberg“ werden für das Jahr 1825 im Erlach und Steinach 14 Wohnhäuser und 24 Familien mit insgesamt 112 Personen angeführt und diese zusammen als Weiler bezeichnet.

## Topographie, Geografie, Lage und Verkehr
Erlach (412 m ü. A.) grenzt nordöstlich an den Ortsteil Oberklien und ist vom Zentrum von Hohenems etwa 1 km entfernt. Im Süden grenzt Erlach an den Ortsteil Tiergarten. Erlach wird in Unter-Erlach (Richtung Oberklien/Dornbirn) und Ober-Erlach (Richtung Hohenems Markt) unterteilt.
Erlach liegt direkt unterhalb von Emsreute (682 m ü. A.), nahe dem Schloßberg mit der Ruine Alt-Ems. Teilweise liegen die Wohnhäuser nahe den steil abfallenden Felswänden aus verschiedensten Gesteinsschichten.
In Schematismus für Tirol und Vorarlberg (1839) wird Erlach nicht als eigenständiger Weiler und Teil von Hohenems angeführt. Ebenfalls fehlt im Provinzial-Handbuch von Tirol und Vorarlberg für das Jahr 1847 ein solcher eigenständiger Eintrag.
Es führen relativ schmale Straßen von und zum Ortsteil, die für Durchgangsverkehr nicht (mehr) geeignet sind. Von Südwesten nach Nordosten führt nordwestlich die Vorarlberger Straße (L 190) an Erlach vorbei.

## Gewässer, Fauna
Durch Erlach fließt als nennenswertes Gewässer lediglich der Hellbrunnenbach.
In der Nähe des Erlach in den Steinwänden finden sich verschiedene felsbrütenden Vogelarten.

## Handwerk, Gewerbe
Der an Oberklien angrenzende sogenannte „Obere Steinbruch“ im Erlach (Steinbruch „Büchele“, Steinbruch „Spitzeneck“ und Steinbruch „Erlach“ genannt) wurde ab 1883 von der Familie Büchele betrieben. Bereits zuvor und über Jahrhunderte wurde in diesem Bereich Gestein abgebaut. 1890 erhielt der Steinbruch ein Anschlussgleis an die Bahnstrecke Lindau–Bludenz. Die Firma Hoch-Tief-Bau betrieb ihn unter dem Namen „Steinbruch Spitzeneck“ in der Zeit um den Zweiten Weltkrieg, bis er 1976 stillgelegt wurde.

## Felsstürze

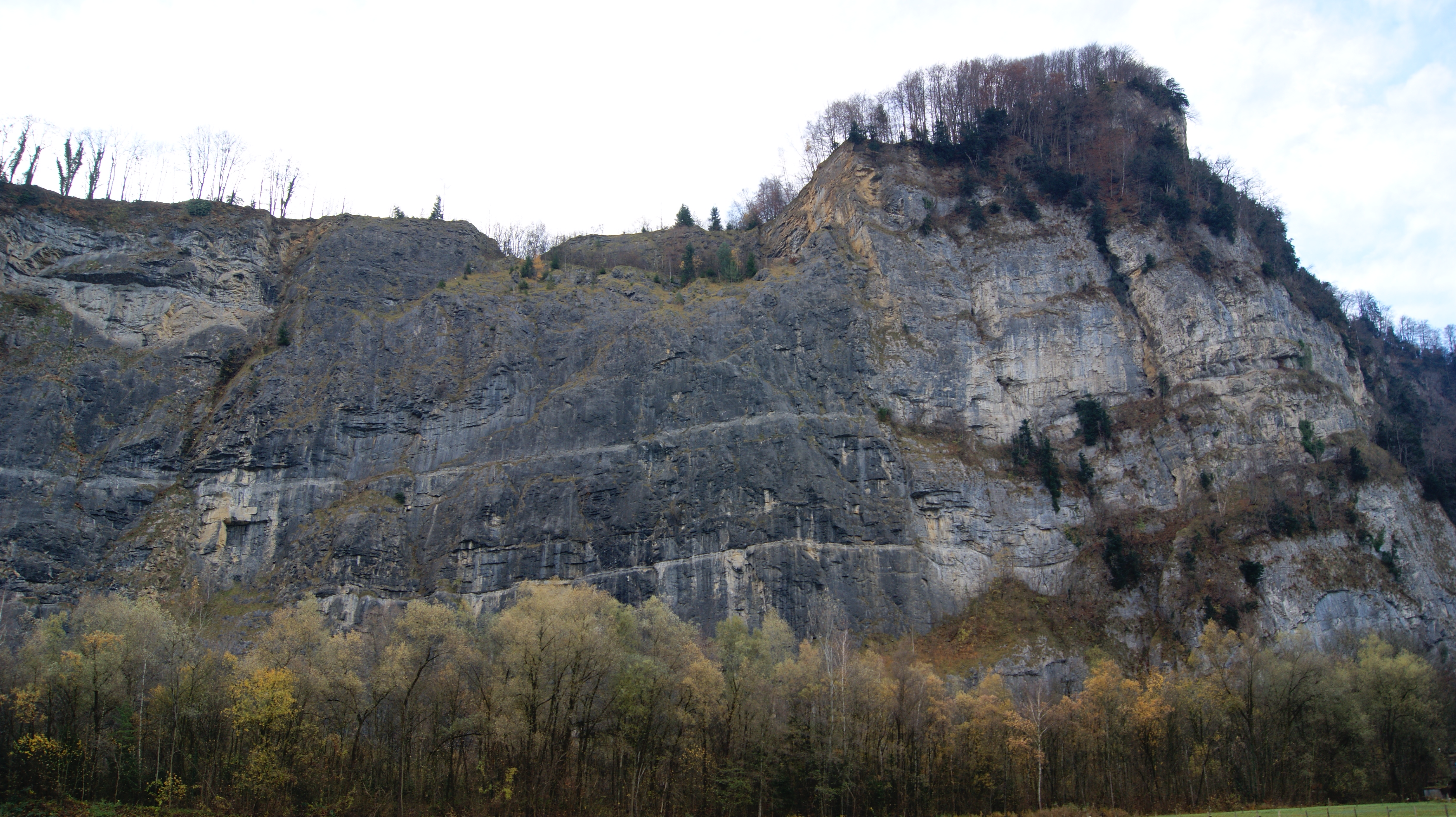
Der 1976 aufgelassene Steinbruch im oberen Teil.

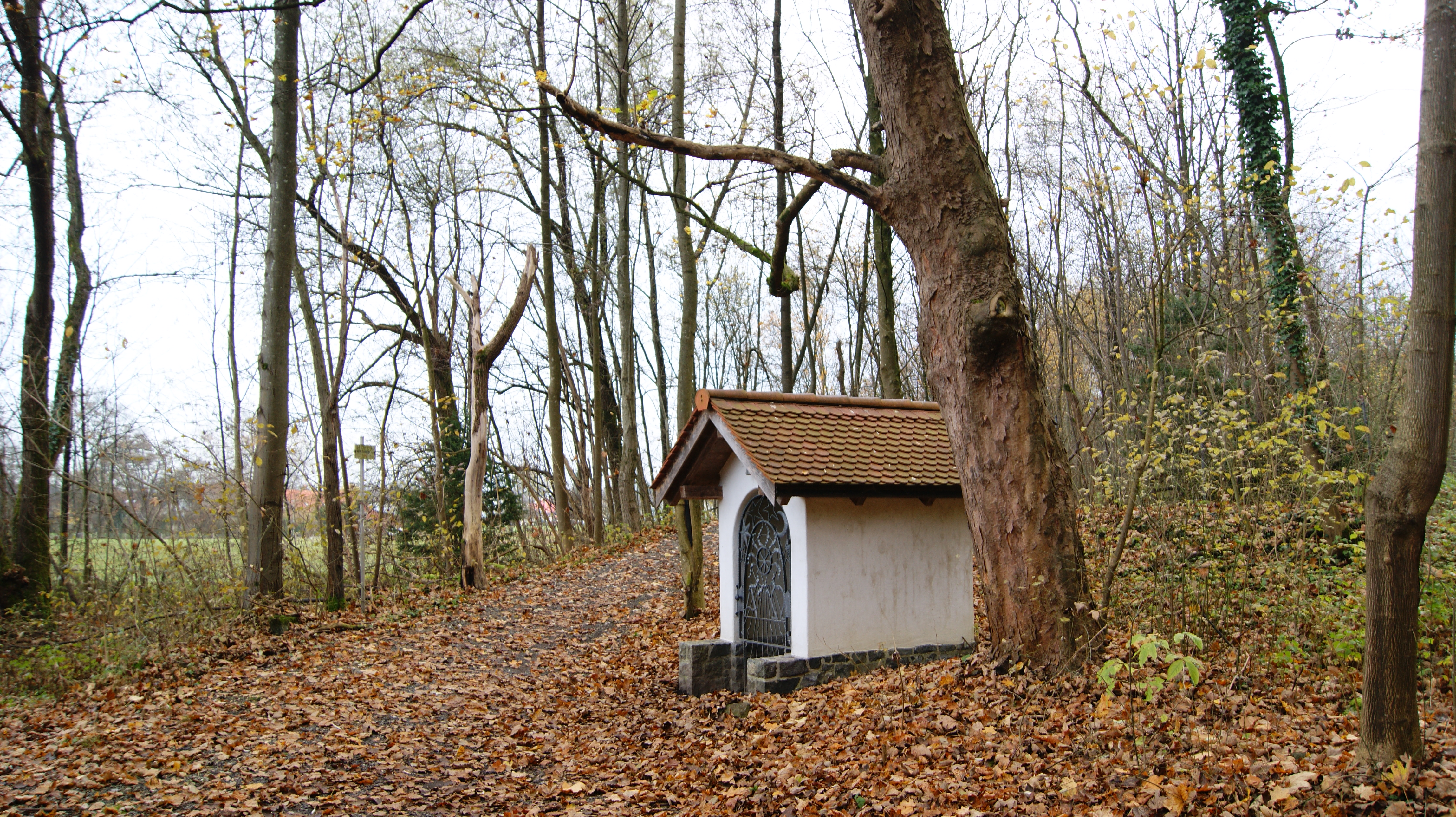
Drei-Engel-Bildstock nahe dem ehemaligen Steinbruch Spitzenegg.

Das Gebiet um den Breitenberg ist geologisch sehr unruhig und aufgrund unterschiedlicher Gesteinsschichtungen seit vielen Jahrhunderten bekannt für massive und unkontrolliert auftretende Felsstürze.
Im Januar 1943 war es längere Zeit sehr kalt mit Temperaturen von −16° auch am Tag. Am 13. Jänner 1943 kam es zu einem plötzlichen Föhneinbruch. Dadurch stieg die Temperatur plötzlich stark an. Durch das Tauwetter lösten sich im Steinbruch Büchele in Unter-Erlach, am „Spitzenegg“, große Steinmassen. Diese waren bei einer vorangegangenen Sprengung nicht abgegangen. Durch den Felssturz wurden sechs russische Kriegsgefangene und drei Einheimische sofort getötet und je drei russische und einheimische Arbeitskräfte schwer verletzt. Drei dieser Arbeiter starben wenige Tage später. Insgesamt somit zwölf Todesopfer. Einer der verunglückten russischen Gefangenen konnte wegen der akuten Gefahr weiterer Felsabgänge nicht mehr geborgen werden und soll bis heute unter den Steinmassen liegen. Die anderen Opfer wurden auf dem Friedhof bei der Kapelle hl. Sebastian und hl. Antonius (Hohenems) beigesetzt. Die Gräber der russischen Kriegsgefangenen sind heute beim LKH Rankweil (Valduna) auf dem dortigen Friedhof Valduna.
Zur Erinnerung an das Unglück wurde vom Hohenemser Kulturkreis ein Bildstock im Nahebereich des ehemaligen Steinbruchgelände Büchele (Tiergarten) geschaffen sowie eine Erinnerungstafel (2003). Der Bildstock mit seinem schmiedeeisernen Tor verfügt über ein Bild der akademischen Malerin Heilgard Bertel (3 Engel) und einen Stein mit einem herausgearbeiteten Kreuz, das ein überlebender russischer Kriegsgefangener Friedrich Fenkart als Dank übergeben hatte (dieses Kreuz ist am Bildstock am Dach angebracht).

## Religion

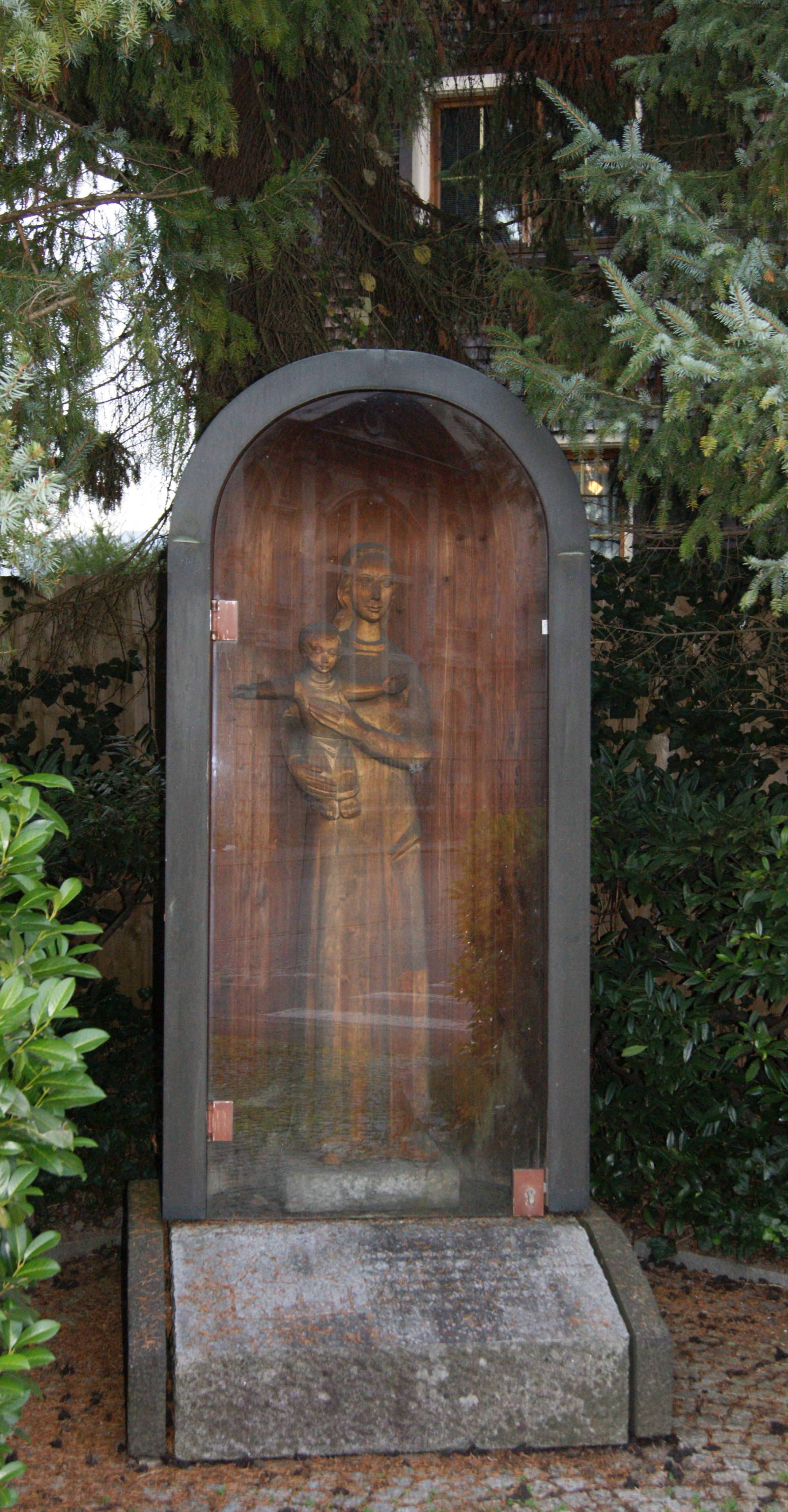
Bildstock Madonna an der Radetzkystraße in Hohenems.

In Erlach befindet sich ein Bildstock, der im Volksmund als „Madonna in der Badewanne“ (Standort Ober-Erlach) bezeichnet wird. Der Bildstock befindet sich vis-à-vis der Villa Iwan Rosenthal an der Einmündung der Erlachstraße in die Radetzkystraße. Die im Bildstock befindliche Madonna aus Holz mit Jesukind schuf der Holzschnitzer Siegfried Fulterer. Die Inschrift am Bildstock erinnert an die frühere Loretokapelle an dieser Stelle (nur mehr schlecht lesbar).